# المعطي (نواصر)
المعطي هو دُوَّار يقع بجماعة سيدي بوزيد الركراكي، إقليم شيشاوة، جهة مراكش آسفي في المملكة المغربية. ينتمي الدوّار لمشيخة نواصر التي تضم 20 دواوير. يقدر عدد سكانه بـ 67 نسمة حسب الإحصاء الرسمي للسكان والسكنى لسنة 2004.

## روابط خارجية
- البوابة الوطنية للجماعات الترابية
- المندوبية السامية للتخطيط